# Хуан Кастильский (сеньор Валенсия-де-Кампос)
Хуан Кастильский эль де Тарифа (исп. Juan de Castilla el de Tarifa; 1262, Севилья — 25 июня 1319, Пинос-Пуэнте) — кастильский инфант, сеньор де Валенсия-де-Кампос (1281—1300), сеньор-консорт Бискайи (1310—1319), регент Кастильского королевства в 1313—1319 годах.
Инфант Хуан Кастильский, носивший титул сеньора де Валенсия-де-Кампос, также являлся сеньором-консортом Бискайи благодаря браку своему браку с Марией Диас де Аро (1270—1342), сеньорой Бискайи. Также ему принадлежали сеньории Баэна, Луке, Суэрос, Лосоя, Вильялон-де-Кампос, Оропеса, Сантьяго-де-ла-Пуэбла, Мельгар-де-Арриба, Паредес-де-Нава, Медина-де-Риосеко и Кастронуньо, а также носил звания знаменосца короля (1277—1284, 1312—1318) и королевского майордома (1284—1285), а также аделантадо Андалусии (1284—1292).

## Биография

### Молодые годы
Хуан родился до 15 апреля 1262 года в Севилье. Пятый сын Альфонсо X Мудрого (1221—1284), короля Кастилии и Леона (1252—1284), и Виоланты Арагонской (1236—1301). В 1272 году планировался брак Хуана с Джованной, дочерью Вильгельма VII, маркиза Монферратского, но этот брак не состоялся. В 1282 году был заключен брак Хуана, который в 1281 году получил титул сеньора Валенсия-де-Кампос, с Маргаритой Монферратской.
Во время борьбы за власть после смерти старшего брата Фернандо де ла Серда в 1275 году, инфант Хуан перешел на сторону другого восставшего брата Санчо. Со временем отношения между братьями ухудшились, и 1283 года Хуан снова выказал верность отцу. Того же года он сумел отбить город Мерида у сторонников Санчо.
В 1284 году по завещанию умершего Альфонсо X, Хуан получил королевство Севилья и Бадахос. В то же время вместе с сестрой Беатрис стал исполнителем этого завещания. Но Хуан не смог выполнить отцовское завещание, и вынужден был признать королем брата Санчо. В 1286 году умерла его жена, 1287 году женился на представительнице рода де Аро.

### Борьба за власть
В 1288 году вместе с тестем Лопе Диасом III де Аро Хуан восстал против короля Санчо IV, но в битве при Альфаро потерпел поражение. В результате Лопе Диас де Аро погиб, а инфант Хуан попал в плен. Король планировал казнить брата, но Хуана спасла королева Мария де Молина.
В 1289 году стал номинальным господином сеньории Бискайя после смерти Лопе Диаса IV, но область была оккупирована кастильскими войсками. В то же время инфанта Хуана посадили в замок Бургос, а затем Курьель-де-Дуэро, где Хуан находился до 1291 года. На просьбы Марии де Молины инфант Хуан был освобожден, доставлен в Вальядолида, где тот дал присягу верности королю Санчо IV.
В 1292 году присоединился к королевской армии. В том же году отличился при захвате города Тарифа, во время которого получил ожог лица (от этого происходит прозвище Хуана). После этого вступил в сговор с родом де Лара и Хуаном Фернандесом де Леоном против короля. Но заговор в 1294 году был разоблачен, инфанту Хуану пришлось бежать в Португалию.
В том же году инфант Хуан планировал морем отплыть во Францию, но в результате урагана попал в город Танжер (Марокко). Здесь получил поддержку у султана из династии Маринидов. Во главе мусульманского войска высадился на Пиренеях, быстро взял в осаду город Тарифа, но не смог его взять. Поэтому Хуан вынужден отступить в Гранадский эмират, где получил убежище при дворе эмира Мухаммада II.
После смерти в 1295 году брата-короля Санчо IV, инфант Хуан двинулся в Кастилии, где выдвинул претензии на королевский трон, утверждая о незаконности короля Фердинанда IV вследствие родства его родителей — Санчо IV и Марии де Молина. Хуан сумел занять Севилью. Намерениям Хуана способствовала борьба между грандами, часть которых поддержала Альфонсо де ла Серда, внука Альфонсо X. Но попытка занять Бадахос, крепости Кория и Алькантара оказалась неудачной. Тогда Хуан отправился в Португалию, где получил поддержку короля Диниша I. В то же время Альфонсо де ла Серда вторгся в королевства при поддержке Арагона.

### Король
В апреле 1296 году в городе Леон инфант Хуан короновался как король Леона, Галисии и Севильи. Вслед за этим Хуан двинулся к Саагуну, где Альфонсо де ла Серда был объявлен королем Кастилии, Толедо, Кордовы, Мурсии и Хаэн. Однако дальнейшему наступлению новоявленных королей Хуана и Альфонсо помешал мор в арагонской армии, среди умерших был его руководитель инфант Педро Арагонский.
Тогда в союзе с Хуаном Нуньесом де Лара инфант Хуан Кастильский двинулся на Вальядолид, где взял в осаду молодого короля Фердинанда IV и его мать Марию де Молина. В это время союзники Хуана — арагонцы — ворвались в Мурсии. В то же время король Хуан ждал помощи Португалии. Но Марии де Молина удалось заключить мирный договор с королем Португалии, в результате чего португальцы не пришли на помощь Хуану, а де Лара снял осаду Вальядолида. Тогда король Леона вернулся в свое королевство.
В этих обстоятельствах войска верные Фердинанду IV перешли в наступление и взяли в осаду Паредес-де-Нава, где находилась жена Хуана. Её спас новый кавардак на юге Кастилии.
В 1297 году кастильцы получили поддержку португальского короля Диниша, благодаря чему начали новое наступление на королевство Леон. Весь год шли пограничные бои. Для улучшения финансового состояния королевства Хуан в 1298 году стал чеканить собственную монету. Того же года в союзе с родом де Лара леонский король перешел в наступление. При этих обстоятельствах Диниш I отказался направить португальские войска на помощь Фердинанду IV. В то же время возник проект, согласно которому планировалось признать Хуана королем Леона, Галисии и Севильи, но после смерти Фердинанда IV всё наследие Санчо IV должно было объединиться. Но под давлением матери Марии де Молина, Фердинанд IV отверг этот проект.
Но Хуан продолжил борьбу с королем Кастилии. В 1299 году Хуан де Лара перешел на сторону короля Кастилии Фердинанда IV. В 1300 году папа римский признал брак родителей последнего законным. Соответственно права на королевский престол инфанта Хуана ослаблялись. В этих обстоятельствах он отрекся от трона и на кортесах в Вальядолиде 26 июня 1300 года принес присягу на верность своему племяннику Фердинанду IV, взамен получил замки Мансилья, Паредес-де-Нава, Медина-Риосеко, Кастронуньо и Кабрерос, его жена — Бискайю.

### В правление Фердинанда IV
В 1301 году на кортесах в Саморе инфант Хуан добился получения субсидий от Леона и Галисии для войны с Арагоном, который продолжал предъявлять претензии на королевство Мурсия. Впрочем в конце того же года вступил в очередной сговор вместе с Хуаном II Нуньесом де Лара и инфантом Энрике против короля. В 1302 году они сумели поссорить Фердинанда IV с матерью Марией де Молина. Впрочем борьба между грандами во главе с Марией де Молина и Хуаном при дворе продолжалась с переменным успехом. Хуану не удалось получить полного влияния на короля.
В 1303 году инфант Хуан планировал при поддержке короля Португалии Диниша I начать восстание против Фердинанда IV, но не имел успеха. В том же году не смог помешать восстановлению мира между королем и его матерью. С 1304 года Хуан начал от имени жены новую борьбу за получение Бискайи. Длительная борьба завершилась лишь в 1310 году, когда наконец Хуан был признан сеньором Бискайи, но в обмен отдал замки, полученные по соглашению 1300 года.
В 1309 году своим спором с родами Лара и Аро инфант Хуан Кастильский помешал захвату важных земель Гранадского эмирата. После этого Хуан опять стал выступать против короля. Поэтому Фердинанд IV в 1311 году решил убить Хуана в Бургосе. Об этом стало известно, и Хуан спрятался в городе Сальданья. При этом сторонники Хуана намеревались восстать против короля. Для недопущения этого Фердинанд IV вступил в переговоры с Хуаном, которые завершились мирным соглашением.
В 1311 году во время болезни Хуан вступил в заговор, чтобы посадить на трон инфанта Педро. Но этот план был разоблачен Марией де Молина, что привело к провалу заговора. Впрочем, вскоре Хуан во главе грандов выступил с требованиями к королю ради расширения собственности и прав. Больной Фердинанд IV удовлетворил требования, при этом Хуан Кастильский получил город Понферрада.

### Регентский совет
В 1312 году после смерти короля Фердинанд IV инфант Хуан вошел в регентский совет вместе с королевой-матерью Марией де Молина и инфантом Педро де Камерос. В 1313 году Хуан решил установить полный контроль над малолетним королем Альфонсо XI, что повлекло за собой военный конфликт с инфантом Педро де Камерос. В конце концов Хуана как регента признали области в Кастилии, Леоне, Эстремадуре, Галисии и Астурии. Вскоре Хуан занял город Леон. В конце того же года достигнуто соглашение в Саагуне, которым подтверждено статус-кво. В 1314 году был подтвержден состав регентского совета из инфантов Хуана, Педро и Марии де Молина. Кортесы в Бургосе в 1315 году ратифицировали это соглашение.
В 1317 году инфант Хуан начал новую интригу против Педро де Камероса, пытаясь лишить того регентства. Такие действия вызвали новую смуту в королевстве. Впрочем в 1318 году Хуан примирился с инфантом Педро. В 1319 году они совместно двинулись против Гранадского эмирата. Но в битве при Пинос-Пуэнте, в районе Вега-де-Гранада, получил тяжелое ранение, от которого скончался 25 июня 1319 года.

## Браки и дети
17 февраля 1281 года инфант Хуан Кастильский женился на Маргарите Монферратской (? — 1286), дочери маркиза Вильгельма Монферратского и Изабеллы де Клэр. Дети от первого брака:
- Альфонсо де Валенсия (1282/1283 — 1316), сеньор де Валенсия-де-Кампос. Его первой женой была Тереза, дочь Хуана Нуньеса I де Лары (?-1294), а во второй раз женился на Хуане Фернандес де Кастро, дочери Фернандо Родригеса де Кастро и внучке короля Кастилии Санчо IV.

Овдовев после смерти первой жены, Хуан Кастильский до 11 мая 1287 года вторично женился на Марии Диас де Аро (ок. 1270—1342), сеньоре Бискайи, дочери Лопе Диаса III де Аро (?-1288), сеньора Бискайи (1254—1288), и Хуаны Альфонсо де Молины. Дети от второго брака:
- Хуан де Кастилия и Аро (?-1326), также известен как Хуан Одноглазый, сеньор Куэльяр и Бискайи
- Лопе Диас де Аро, умер после 1295 года в детстве
- Мария Диас де Аро (ум. 1299), супруга Хуана Нуньеса II де Лары, сеньора де Лара.